# San Fierro
 (août 2024).
Si vous disposez d'ouvrages ou d'articles de référence ou si vous connaissez des sites web de qualité traitant du thème abordé ici, merci de compléter l'article en donnant les références utiles à sa vérifiabilité et en les liant à la section « Notes et références ».
Pour les articles homonymes, voir Fierro.
San Fierro est une ville fictive inspirée de San Francisco, aux États-Unis, dans la série de jeux vidéo Grand Theft Auto. Une seule version est pour le moment apparue physiquement dans la série, à savoir dans GTA San Andreas (univers 3D) ; il s'agit d'une des trois villes principales, avec Los Santos et Las Venturas, et même la plus urbanisée, composant l'État de San Andreas.
Bien que non présente, la ville est citée à différentes reprises dans les opus se déroulant dans l'univers HD (de Grand Theft Auto IV à Grand Theft Auto V).
Par ailleurs, San Andreas représentait dans le premier opus, Grand Theft Auto (univers 2D), une ville de la côte ouest américaine calquée justement sur San Francisco.

## Étymologie
« San Fierro » signifie littéralement « Saint fer » et peut faire référence, ironiquement, à l'essor de la ville de San Francisco (littéralement « Saint Francis ») avec la ruée vers l'or de 1848-1849, accueillant les émigrants à la recherche du précieux minerai par son « portail doré » (le Golden Gate, symbole de la ville), les gisements d'argent dans la Sierra Nevada, ou encore le terminus du premier chemin de fer transcontinental.
Le nom a volontairement pour initiales « S.F. » afin de coller au mieux à la cité californienne, connue également sous ce surnom.

## Univers 3D
Jusque-là absente de la série, bien que le premier opus présentait déjà une ville similaire à San Francisco avec la ville de San Andreas, San Fierro fait sa première apparition dans GTA San Andreas. Elle fait partie, avec Los Santos et Las Venturas, des trois villes principales composant San Andreas, qui représente désormais un État fictif.

### Histoire
La ville semble avoir connu un tremblement de terre récent, en témoigne par exemple un pan de l'autoroute tombé près de Garver Bridge, ou de divers dialogues. Il s'agit vraisemblablement d'une référence au séisme de 1989 à Loma Prieta, le jeu se déroulant en 1992.

### Géographie
San Fierro est situé à l'ouest de Los Santos et au sud-ouest de Las Venturas. Le centre-ville est situé au nord de l'île, et l'île est également équipée d'un grand aéroport, à quelques kilomètres du port. Le sud de l'île est une grande campagne, plusieurs petits villages et le Mount Chilliad, la plus grande montagne de San Andreas. L'île est reliée aux autres par six ponts, dont un pour le réseau ferroviaire. Une grande autoroute rejoint Los Santos à San Fierro, traversant la campagne de celle-ci. San Fierro est également la plus petite ville des villes importantes de San Andreas.